# Terremoto de Costa Rica de 2004
El terremoto de Costa Rica de 2004 conocido como el terremoto de Parrita de 2004 fue un sismo de 6,8 en la escala sismológica de magnitud de momento que sacudió Costa Rica a las 02:07 a. m. (UTC-6:00) del 20 de noviembre de 2004. 
El terremoto causó daños por un monto incalculable. Murieron ocho personas, decenas quedaron heridas y 6 casas fueron destruidas.
El sismo fue sentido en todo el país y causó pánico generalizado en las calles. Por la hora a la que se registró el movimiento la gente salió asustada de sus casas e inclusive en la zona epicentral acamparon en la vía pública debido a las réplicas.

## Terremoto
El terremoto se originó a las 02:07 a. m. hora local del 20 de noviembre de 2004. El epicentro se localizó a 40 kilómetros al sursudoeste de San José, capital de Costa Rica. Tuvo una intensidad máxima de VIII en la escala de Mercalli.
El terremoto fue originado por una falla local y generó más de 500 réplicas en las primeras horas después del terremoto. El sismo tuvo una profundidad de 16 kilómetros y se descartó una alerta de tsunami.
El terremoto duró tan solo ocho segundos en la zona epicentral.

## Daños y víctimas
El terremoto dejó ocho personas fallecidas y decenas de heridos. 6 casas fueron destruidas, kilómetros de carretera fueron seriamente dañados. Además, ocurrieron algunos deslizamientos en San José.
El servicio de electricidad se suspendió en el Gran Área Metropolitana en los primeros minutos después del terremoto y duró varios días en la zona epicentral, donde también se suspendió el servicio de agua potable.
El monto de daños por el terremoto fue incalculable.